# Повраћање
Повраћање или вомитус је рефлексни акт, током кога се садржај желуца или почетног дела танког црева враћа кроз уста и избацује у спољашњу средину. Центар овог рефлекса је локализован у продуженој мождини (лат. formatio reticularis lateralis) и повезан је са другим вегетативним центрима ретикуларне формације (респираторни, вазомоторни и др) што је значајно ради координираног рада свих структура које учествују у процесу повраћања.
Повраћање, као физиолошки акт, је карактеристично за неке врсте животиња: поједине врсте птица, вук, лисица итд. То је нарочито изражено током периода исхране младунаца, када родитељи повраћају полусварени или несварени садржај желуца којим се они хране.
Код људи се повраћање убраја у један од заштитних механизама, којим се организам штити од хране неадекватне по свом саставу или количини.
Осим тога, у периоду трудноће се јавља карактеристично јутарње повраћање (лат. emesis gravidarum), а оно је и један од главних симптома кинетозе (надражај периферних нерава изазван превеликим напором).
Постоји и патолошко повраћање, које може имати различите узроке.

## Симптоми
Симптоми који прате овај рефлексни акт указују на повећано ангажовање вегетативног нервног система. То су: убрзано дисање, веома обилно лучење пљувачке, ширење зеница, знојење, бледило лица, убрзан рад срца и др. Неки од ових симптома су присутни и код животиња, а испитивања су показала ди нису у питању емотивне реакције. Психичка манифестација повраћања присутна код људи (која се одликује убрзаном перисталтиком и другим сличним знаковима) зове се наузеа. Она настаје након прераде информација, односно сигнала, са периферије у кори великог мозга.

## Узрочници (стимулуси)
Стимулуси који изазивају вомитус су многобројни:
- тактилна стимулација непчаних лукова меког непца или ждрела,
- нагли пораст притиска у желуцу или дванаестопалачном цреву (20-25 mmHg),
- истезање или лезија материце или мокраћне бешике,
- пораст интракранијалног притиска,
- неки облици бола,
- хемијске материје,
- лекови,
- нагла промена правца кретања,
- болести (морска, Мајнерова),
- психолошки стимулуси (емоционални стрес, непријатан мирис или укус и сл).[1][3]

## Нервна регулација
Аферентни импулси са периферије се преносе путем симпатичких и парасимпатичких влакана до билатералног центра за повраћање у продуженој мождини. Након обраде добијених информација, еферентни моторни импулси се преносе путем V, VII, IX, X и XII кранијалног нерва у горње делове гастроинтестиналног тракта и преко нерава кичмене мождине до дијафрагме и трбушне мускулатуре.

## Акт повраћања
Почетна фаза, која представља увод у повраћање, назива се антиперисталтика. Она означава кретање садржаја гастроинтестиналног тракта у супротном смеру од уобичајеног. Антиперисталтички талас може да почне од завршног дела танког црева и да се креће према желуцу брзином од 2-3 cm/s. Пошто се услед прилива новог садржаја дванаестопалачно црево и желудац растегну, долази до раздражења центра за повраћање.
У следећој фази се дешава неколико процеса: дубоко се удахне ваздух, подижу се подјезична кост и гркљан, отвара се горњи сфинктерски мишић једњака, затварају се отвори дисајних путева и дешава се снажна контракција и фиксирање дијафрагме и контракција свих мишића трбушног зида. Као последица тога, повећава се притисак унутар желуца и отвара се доњи сфинктерски мишић једњака. На крају долази до избацивања желудачног садржаја кроз једњак и уста у спољашњу средину. При томе особа обично заузима тзв. „заштитни положај“, са телом лако нагнутим унапред.
Ако се читав процес одигра брзо и нагло, односно уколико је особа у несвести или под дејством алкохола и дрога, може доћи до уласка повраћеног садржаја у нос или плућа што може изазвати опасне компликације или чак дављење и смрт.

## Избљувак
Избљувак (сленг:пегла) означава избачени садржај желуца након чина повраћања, тј. бљувања несварене или полусварене хране, одакле реч и води порекло. Избљувак осим остатака претходно поједене хране, увек садржи између осталог мању или већу количину желудачне киселине, која избљувку даје посебно непријатан укус и понекад чак може оштетити слузокожу у грлу и устима.